# 马里帕迪米纳斯
马里帕迪米纳斯是巴西米纳斯吉拉斯州的一个市镇。总面积77.736平方公里，总人口2827人，人口密度36.4人/平方公里。